# Bornholms Provsti
Bornolms Provsti opstod efter strukturreformen '07 ved en sammenlægning af Bornholms Østre Provsti og Bornholms Vestre Provsti.
Bornholms Provsti består af 22 sogne med 24 kirker, fordelt på 14 pastorater.

## Pastorater
| Pastorater i Bornholms Provsti    | Pastorater i Bornholms Provsti | Pastorater i Bornholms Provsti |
| --------------------------------- | ------------------------------ | ------------------------------ |
| Allinge-Sandvig Pastorat          | Christiansø Pastorat           | Hasle-Rutsker Pastorat         |
| Ibsker-Svaneke-Bodilsker Pastorat | Klemensker-Rø Pastorat         | Knudsker Pastorat              |
| Nexø-Poulsker Pastorat            | Nyker Pastorat                 | Olsker Pastorat                |
| Rønne Pastorat                    | Vestermarie-Nylarsker Pastorat | Østerlarsker-Gudhjem Pastorat  |
| Østermarie Pastorat               | Aaker-Pedersker Pastorat       |                                |

## Sogne
| Sogne i Bornholms Provsti | Sogne i Bornholms Provsti | Sogne i Bornholms Provsti |
| ------------------------- | ------------------------- | ------------------------- |
| Allinge-Sandvig Sogn      | Bodilsker Sogn            | Christiansø Sogn          |
| Gudhjem Sogn              | Hasle Sogn                | Ibsker Sogn               |
| Klemensker Sogn           | Knudsker Sogn             | Nexø Sogn                 |
| Nyker Sogn                | Nylarsker Sogn            | Olsker Sogn               |
| Pedersker Sogn            | Poulsker Sogn             | Rutsker Sogn              |
| Rø Sogn                   | Rønne Sogn                | Svaneke Sogn              |
| Vestermarie Sogn          | Østerlarsker Sogn         | Østermarie Sogn           |
| Aaker Sogn                |                           |                           |